# 朱子塒
原武安懿王朱子塒（1424年—1466年），明朝周藩第一代原武王，周簡王朱有爝的庶第三子。

## 生平
正統六年（1441年）四月，獲賜名子塒。九月，封原武王。
成化二年（1466年），朱子塒去世，享年四十三歲，諡號安懿。三年後，庶長子鎮國將軍朱同䥩襲爵。

## 家庭

### 妻
- 劉氏，南城兵馬副指揮劉淳女，正統六年（1441年）冊為原武王妃[5]，正統八年（1443年）薨[6]

### 妾
- 李氏，生朱同䥩[7]

### 子
- 庶長子：鎮國將軍→原武康僖王朱同䥩[4]
- 第二子：鎮國將軍朱同鉏[8]
- 第三子：鎮國將軍朱同錏
- 第四子：鎮國將軍朱同鉤
- 第五子：鎮國將軍朱同鎊
- 第六子：鎮國將軍朱同𨦭[9]